# Rafael Pombo
Rafael Pombo (ur. 7 listopada 1833, Bogota, zm. 5 maja 1912, Bogota) – kolumbijski matematyk, inżynier, dyplomata, wydawca, dziennikarz, poeta i tłumacz, znany jako autor utworów dla dzieci.

## Życiorys
Rafael Pombo urodził się 7 listopada 1833 w stołecznej Bogocie. W 1846 rozpoczął studia humanistyczne na Colegio Mayor de Nuestra Señora del Rosario. W 1848 ukończył studia matematyczno-inżynierskie na Colegio Militar. W 1855 wyjechał do Stanów Zjednoczonych jako dyplomanta i pozostał tam, w Nowym Jorku, Waszyngtonie i Filadelfii przez siedemnaście lat. Jako wydawca, założył czasopisma El Cartucho i El Centro. Zmarł 5 maja 1912 w Bogocie.

## Twórczość
Rafael Pombo jest uważany za największego kolumbijskiego romantyka i jednego najważniejszych przedstawicieli hiszpańskojęzycznego romantyzmu w ogóle.
Jego poezja jest bardzo urozmaicona pod względem wersyfikacyjnym. Pisał między innymi sonety.
Rafael Pombo posunął się do eksperymentu artystycznego tworząc kilka utworów pod kobiecym heteronimem Edda. Używał też innych pseudonimów.
Rafael Pombo tłumaczył z łaciny, francuskiego i angielskiego. Przekładał między innymi dzieła Wergiliusza, Alphonse'a de Lamartine i Williama Szekspira.
Sędziwy poeta doczekał się uznania ze strony swojego narodu. 20 sierpnia 1905, w Teatro Colón został oficjalnie uwieńczony jako poeta narodowy. 6 lutego 1912 został wybrany do Academia Colombiana de la Lengua.